# Saint-Trivier-de-Courtes
Saint-Trivier-de-Courtes es una comuna francesa del departamento de Ain, en la región de Auvernia-Ródano-Alpes.

## Demografía
| 1 127 | 1 061 | 1 047 | 1 066 | 1 076 | 1 104 | 1 064 | 935 | 966 | 1 091 |
| Para los censos de 1962 a 1999 la población legal corresponde a la población sin duplicidades (Fuente: INSEE [Consultar]) |       |       |       |       |       |       |     |     |       |

## Monumentos históricos
Las granjas de la Servette y de Granval fueron construidas entre los siglos XVI y XVII. Se encuentran catalogadas como monumentos históricos.

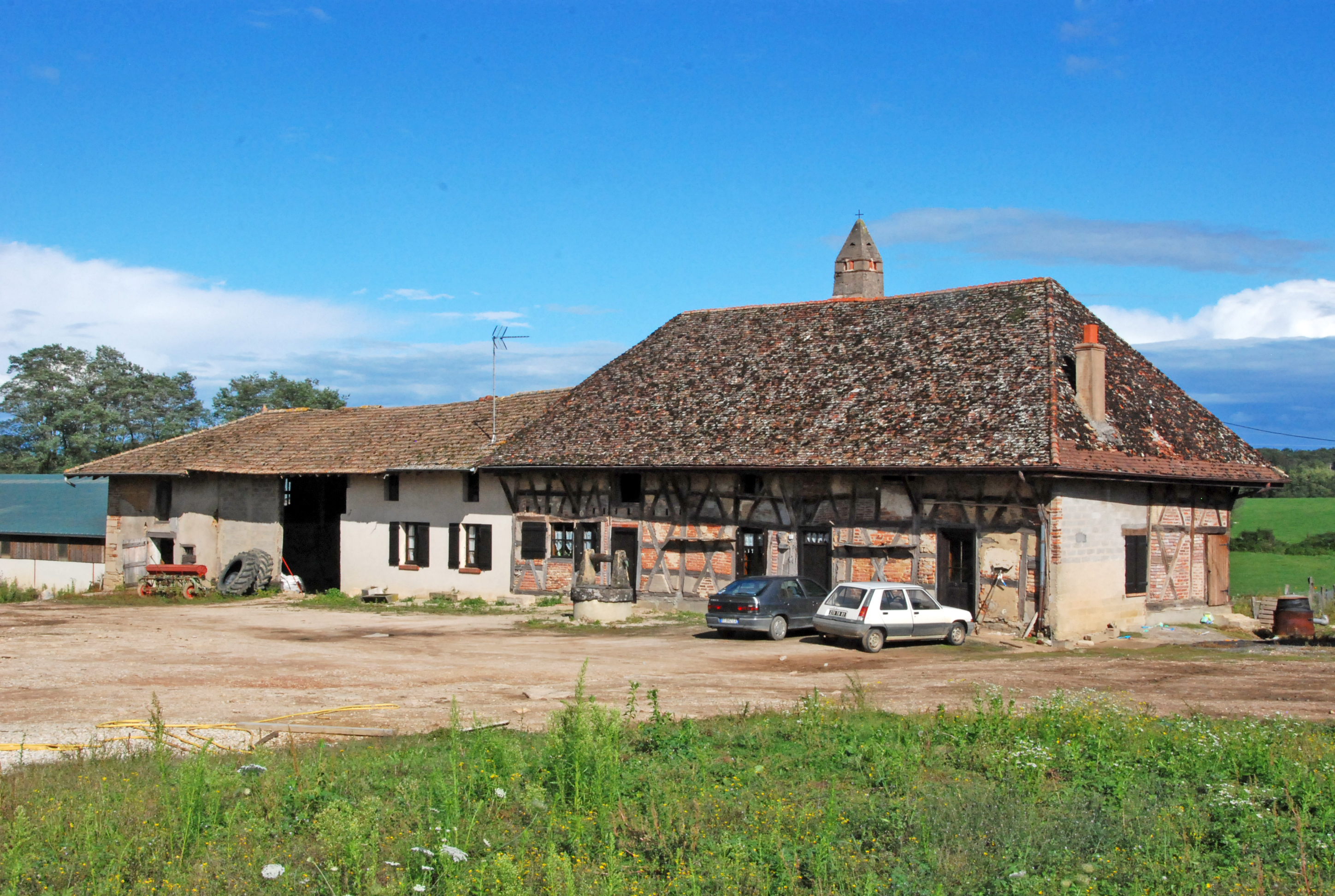
Granja de la Servette
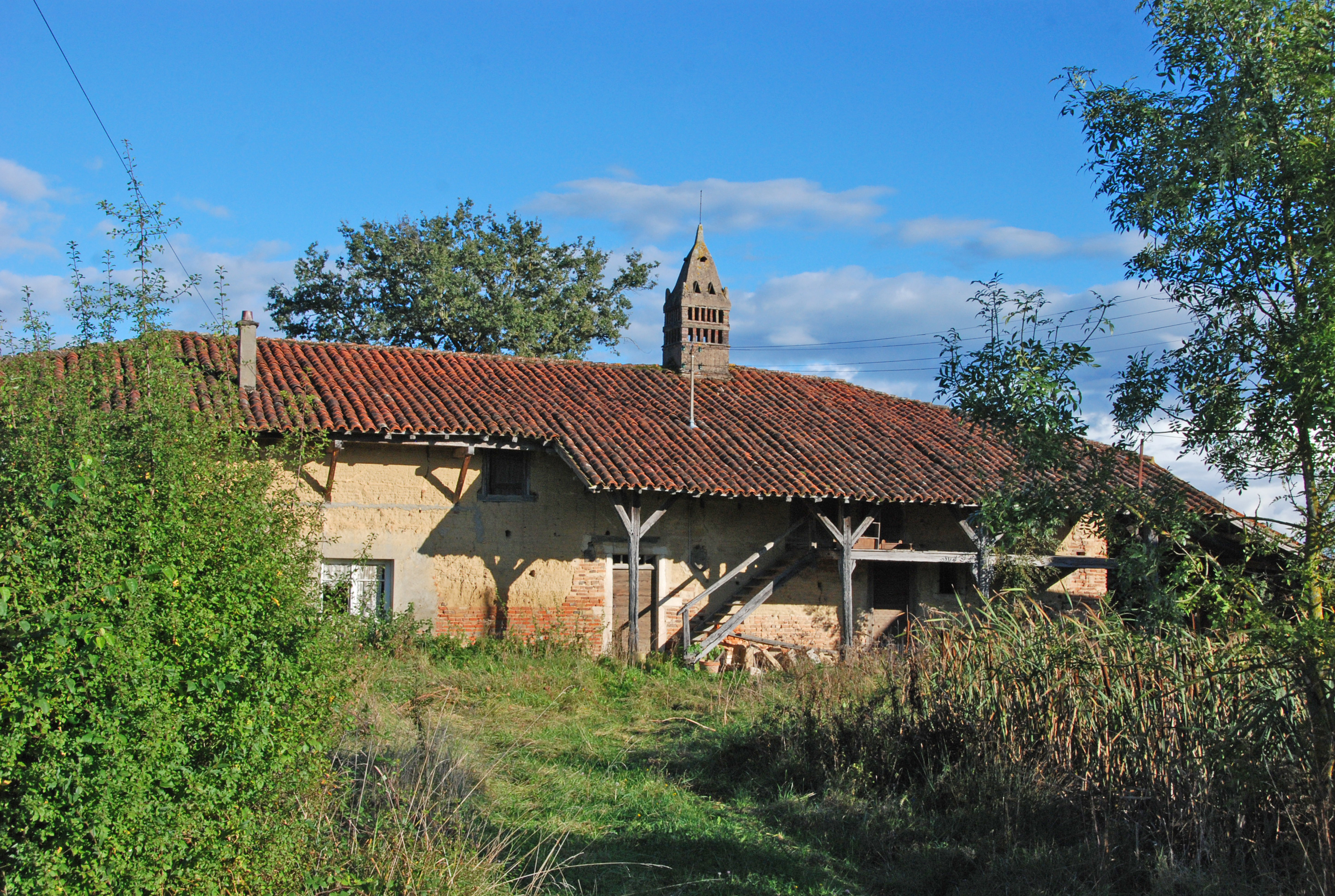
Granja de Granval